# Derek de Solla Price

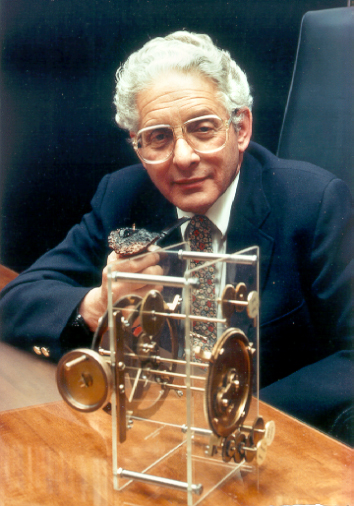
Derek J. de Solla Price

Derek John de Solla Price (22 de janeiro de 1922 — 3 de setembro de 1983) foi um físico, historiador da ciência e cientista da informação, conhecido principalmente como o pai da cienciometria. Price é também lembrado por cunhar a expressão "grande ciência" (big science).

## Publicações
- Derek J. de Solla Price (1959), "An ancient Greek computer", in Scientific American 200 (6):60-67.
- Derek J. de Solla Price (1961), Science since Babylon, New Haven: Yale University Press.
- Derek J. de Solla Price (1962), "Mechanical Waterclocks of the 14th Century in Fez, Morocco", in Proceedings of the Tenth International Congress of the History of Science (Ithaca, N.Y, 1962), Paris: Hermann, pp. 599-602.
- Derek J. de Solla Price (1963), Little Science, Big Science,  New York: Columbia University Press.
- Derek J. de Solla Price (1965), "Networks of Scientific Papers", in Science 149 (3683):510-515.
- Derek J. de Solla Price (1970), "Citation Measures of Hard Science, Soft Science, Technology, and Nonscience", in Nelson, C. E. & Pollock, D.K. (eds.), Communication among Scientists and Engineers, Lexington, MA: D.C. Heath and Company, pp. 3-22.
- Derek J. de Solla Price (1974), "Gears from the Greeks: The Antikythera Mechanism – A Calendar Computer from ca. 80 B.C.", in Transactions of the American Philosophical Society (New Series) 64 (7):1-70. Also published as a book with the same title by Science History Publications, New York, 1975.
- Derek J. de Solla Price (1976), "A general theory of bibliometric and other cumulative advantage processes", in Journal of the American Society for Information Science 27:292-306. (Winner of 1976 JASIS paper award.)